# Rats : L'invasion commence
Série
Rats 2 : L'Invasion finale
(2004)
Pour plus de détails, voir Fiche technique et Distribution.
Rats : L'invasion commence (Ratten – Sie werden dich kriegen!) est un téléfilm d'horreur allemand réalisé par Jörg Lühdorff, sorti en 2001.

## Synopsis
C'est l'été le plus chaud depuis 150 ans. A Francfort, les ordures ménagères ne sont plus ramassés à la suite d'une grève des éboueurs que la bourgmestre laisse pourrir. Parallèlement les hôpitaux sont débordés par une épidémie de grippe. La jeune docteur Katrin Elder n'a pas le temps de s'occuper de sa fille, celle-ci voulant secourir son chien tombé dans un égout se retrouve coincée derrière une grille, elle est sauvée par Frank Dabrock, un pilote d’hélicoptère de la protection spéciale contre les incendies. Pour la sauver il a du couper l'alimentation électrique d'une partie de la ville dont celle alimentant le Bourse de Francfort. Par représailles la bourgmestre le rétrograde au service des égouts dans la lutte contre les rats. Il se trouve donc on centre des opérations quand la situation se dégrade, les rats se sont multipliés pendant la grève et lorsque des équipes viennent ramasser les ordures, les rats montent à la surface, deviennent agressif et propagent un virus mortel. Une course poursuite va alors s'engager d'une part Febock qui va tenter d'exterminer les rats et d'autre part Katrin Elder qui va tenter de récupérer le docteur Waldemar dont l'organisme a fabriqué des anticorps afin de tenter de produire un vaccin.

## Fiche technique
- Titre original : Ratten – Sie werden dich kriegen!
- Titre français : Rats : L'invasion commence
- Réalisation : Jörg Lühdorff
- Scénario : Alexander M. Rümelin
- Musique : Egon Riedel
- Photographie : Mathias Neumann
- Pays de production :  Allemagne
- Langue originale : allemand
- Durée : 98 minutes
- Date de sortie : 18 octobre 2001  Allemagne

## Distribution
- Ralph Herforth : Frank Dabrock
- Anne Cathrin Buhtz (de) : Katrin Elder
- Christian Kahrmann : Stuffz-Hubert
- Karin Neuhäuser (de) : Hildegard Semmler-Heiduck
- Helmut Lorin : Dinter
- Christoph Hagen Dittmann : Bennat
- Janek Rieke : Werner
- Frank Röth : Dr Alfred Waldemar
- Sabina Legnerová : Anna
- Miroslav Táborský : Honza

## Autour du film
Ce film a connu une suite diffusée à la télévision en 2004, Rats 2 : L'Invasion finale de Jörg Lühdorff avec les mêmes acteurs principaux.